# 皮奥伊州圣克鲁斯
皮奥伊州圣克鲁斯（葡萄牙語：Santa Cruz do Piauí）是巴西皮奥伊州的一个市镇。总面积611.501平方公里，总人口5752人，人口密度9.4人/平方公里。